# Robert C. Schnitzer
Robert C. Schnitzer (* 8. September 1906 in New York, USA; † 2. Januar 2008 in Stamford, Connecticut) war ein US-amerikanischer Theaterschauspieler, Produzent und Kulturmanager.

## Leben
Als junger Schauspieler in New York City spielte oder verantwortete Schnitzer am Broadway zahlreiche Stücke wie The Brothers Karamazov, Hamlet, An Enemy of the People, Richelieu, Henry V, Richard III, Caponsacchi, Macbeth, und Cyrano de Bergerac. In den Jahren von 1936 bis 1939 war Schnitzer Direktor der Delaware State University und stellvertretende Direktor des WPA's Federal Theatre Projects.
Nach dem Zweiten Weltkrieg ging Schnitzer zur American National Theater and Academy ANTA als Manager für das Experimental Theater in New York. Unter seiner Führung wurde erstmals eine amerikanische Produktion des Hamlet in Dänemark aufgeführt. Des Weiteren fand unter seiner Führung im Jahre 1950 die erste europäische Tournee des American Ballet Theatre in Europa statt, sowie von 1951 bis 1953 insgesamt drei Festivals in Berlin, das Theatre Guild’s Oklahoma, das Hall Johnson Choir und das Julliard String Quartet.
Mit Unterstützung der ANTA und der US-amerikanischen Regierung war er ab 1954 der Generalmanager für die Förderung des kulturellen Austauschs. Es wurden von Schnitzer hunderte von Produktionen in Übersee organisiert, von Schulchören und Athleten über Prominente, wie Marian Anderson, dem Dave Brubeck Quartett, und den New Yorker Philharmonikern unter der Leitung von Leonard Bernstein.
Ab 1960 war er verantwortlicher Leiter der American Repertory Company, welche im Auftrag der US-Regierung für den Export der besten amerikanischen Theaterstücke verantwortlich war. Er arrangierte und exportierte drei wesentliche US-amerikanische Stücke, The Skin of Our Teeth, The Miracle Worker, und The Glass Menagerie, welche in 28 Ländern in Europa sowie in Südamerika aufgeführt wurden. Die American Repertory Company hatte auch Helen Hayes unter Vertrag.
In den 1970er Jahren war er Leiter des Theaterprogramms der University of Michigan.